# Mitreu das Termas de Caracala
Mitreu das Termas de Caracala era o maior mitreu conhecido de Roma e foi construído num dos corredores subterrâneos das Termas de Caracala, no rione San Saba. Por causa de sua proximidade da basílica de Santa Balbina, é conhecido também como Mitreu de Santa Balbina.

## História
O mitreu ficava localizado perto da êxedra noroeste à qual se chegava pelo exterior do edifício das próprias termas. Apesar de recentemente restaurada, o mitreu permanece geralmente fechado e só é aberto em ocasiões especiais. O ambiente, de planta centralizada, está coberto por uma série de abóbadas em cruzaria assentadas sobre pilastras e conta com dois grandes bancos nas laterais. O piso conserva ainda hoje uma decoração com faixas alternadas em preto e branco. Esta sala é precedida, como era costumeiro, por um vestíbulo a partir do qual se tinha acesso a dois ambientes, um dos quais costumava ser utilizado como estábulo para o touro que era utilizado nos sacrifícios (tauroctonia).